# Johnius laevis
Johnius laevis es una especie de pez de la familia Sciaenidae en el orden de los Perciformes.

## Morfología
• Los machos pueden llegar alcanzar los 14 cm de longitud total.

## Hábitat
Es un pez de mar clima tropical y demersal que vive entre 45-60 m de profundidad.

## Distribución geográfica
Se encuentra a lo largo de las costas de Australia y Papúa Nueva Guinea entre 124 ° -144· E.

## Observaciones
Es inofensivo para los humanos.